# Zohor
Zohor este o comună slovacă, aflată în districtul Malacky din regiunea Bratislava. Localitatea se află la altitudinea de 146 m deasupra n.m., se întinde pe o suprafață de 21,13 km2 și în 2017 număra 3.312 locuitori.

## Istoric
Localitatea Zohor este atestată documentar din 1314.

## Demografie
| An:                | 1994 | 2004   | 2014   | 2024    |
| ------------------ | ---- | ------ | ------ | ------- |
| Număr de persoane: | 2994 | 3232   | 3264   | 3774    |
| Diferență:         |      | +7,94% | +0,99% | +15,62% |

| An:                | 2023 | 2024   |
| ------------------ | ---- | ------ |
| Număr de persoane: | 3706 | 3774   |
| Diferență:         |      | +1,83% |